# Роберт Барањ
Роберт Барањ (мађ. Bárány Róbert; 22. април 1876 – 8. април 1936) био је отолог аустријског порекла. Године 1914. добио је Нобелову награду за физиологију или медицину за свој рад на физиологији и патологији вестибуларног апарата.

## Живот и каријера
Барањ је рођен у Бечу, у Аустроугарској. Био је најстарије од шесторо деце Марије (девојачко Хок), ћерке научника, и Игнаца Барања, рођеног 1842. године у Варпалоти, у Краљевини Угарској, који је био банкарски службеник и управник имања. Његов отац је био мађарски Јеврејин, чији се отац такође звао Игнац Барањ (Bárány Ignác).
Студирао је медицину на Универзитету у Бечу, где је дипломирао 1900. године. Док је радио као лекар у Бечу, Барањ је пацијенту испирао спољашњи ушни канал течношћу како би ублажио вртоглавицу. Када је применио хладнију течност, пацијент је осетио вртоглавицу и невољне покрете очију (нистагмус). Након што је загрејао течност, пацијент је поново развио нистагмус, али у супротном правцу. Барањ је изнео теорију да ендолимфа у унутрашњем уху тоне када је хладна и подиже се када је топла, те да правац њеног кретања шаље проприоцептивне сигнале вестибуларном апарату. Ова запажања су га навела да спроведе низ експеримената о калоричној реакцији, а његова истраживања омогућила су хируршко лечење обољења вестибуларног апарата.
Поред тога, Барањ је проучавао и друге аспекте контроле равнотеже, укључујући функцију малог мозга. Сматра се да је бенигна пароксизмална позициона вртоглавица први пут описана у медицинским текстовима управо од стране Барања.
Дана 9. марта 1909. године оженио се Идом Фелицитас Бергер (рођеном 12. децембра 1881).

### Први светски рат
Током Првог светског рата, Барањ је служио као цивилни хирург у аустроугарској војсци, али га је заробила руска царска армија. Када му је 1914. године додељена Нобелова награда, налазио се у руском заробљеничком логору. Барањ је пуштен 1916. године након заједничких дипломатских напора Шведске, Данске, Норвешке и Холандије, уз подршку Црвеног крста. Важну улогу у тим напорима одиграо је професор оториноларингологије Гунар Холмгрен, а дипломатску подршку пружио је принц Карл. Након ослобађања, Барањ је присуствовао свечаној додели Нобелове награде 1916. године, где је званично примио своје признање. Пре 1916. године, научио је есперанто.
Одмах након што је добио награду, у јануару 1917. године, Барањ је, као добитник Нобелове награде, стекао право да предлаже кандидате за исту. Том приликом је предложио да се Нобелова награда за физиологију или медицину додели Зигмунду Фројду. Овај предлог је изазвао негодовање код Фројда, који је био незадовољан како Барањевом победом, тако и номинацијом. Фројд је поводом тога написао: „Додељивање Нобелове награде Барању, кога сам пре неколико година одбио да примим као ученика јер ми је деловао превише абнормално, изазива у мени тужне мисли о томе колико је појединац немоћан у стицању поштовања масе.“ У другом писму је додао: „Знате да ми је само новац битан, можда и задовољство да наљутим неке сународнике. Али било би смешно очекивати признање када је седам осмина света против вас.“
Од 1917. године па све до своје смрти, Барањ је био професор на Медицинском факултету Универзитета у Упсали. Преминуо је у Упсали, неколико недеља пре свог шездесетог рођендана. Био је отац лекара и члана Шведске краљевске академије наука, Ернста Барања (1910–1991) и деда физичара Андерса Барања, некадашњег секретара Нобеловог комитета за физику.